# Peter van de Kamp
Piet van de Kamp (Kampen, Nizozemska, 26. prosinca 1901. – Amsterdam, 18. svibnja 1995.), poznat kao Peter van de Kamp u SAD-u, bio je nizozemski astronom koji je veći dio svog života živio u Sjedinjenim Državama. Bio je profesor astronomije na koledžu Swarthmore i direktor zvjezdarnice Sproul na fakultetu od 1937. do 1972. godine. Specijalizirao se za astrometriju, proučavajući paralaksu i vlastita gibanja zvijezda. Pažnju javnosti privukao je šezdesetih godina prošlog stoljeća kada je objavio da je Barnardova zvijezda imala planetarni sustav zasnovan na uočenim "titrajima" u svom pokretu, ali to se u međuvremeno pokazalo netočnim. Dana 14. studenog 2018. projekt Red Dots objavio je da se u sustavu Barnardove zvijezde nalazi egzoplanet najmanje 3,2 puta masivniji od Zemlje.

## Život
Van de Kamp je bio sin Lubbertusa van de Kampa, koji je imao administrativni posao u tvornici cigara, i Engeline CA van der Wal. Njegov mlađi brat Jacob van de Kamp također je bio uspješan znanstvenik: kemičar organske industrije, koji je veći dio svoje karijere proveo u Sjedinjenim Državama. Van de Kamp je studirao na Sveučilištu u Utrechtu i započeo profesionalnu karijeru na Astronomskom institutu Kapteyn u Groningenu radeći s Pieterom Johannesom van Rhijnom. Godine 1923. odlazi u zvjezdarnicu Leander McCormick na Sveučilištu u Virginiji u jednogodišnju rezidenciju uz podršku Draper fonda Nacionalne akademije znanosti. Tamo je pomagao Samuelu Alfredu Mitchellu sa svojim opsežnim programom zvjezdanih paralaksa i Haroldu Aldenu u dugotrajnom zvjezdanom projektu Lewisa Bossa.
Sljedeće godine Van de Kamp otišao je u zvjezdarnicu Lick u Kaliforniji kao Kelloggov znanstveni novak. Tamo je doktorirao na Kalifornijskom sveučilištu u astronomiji u lipnju 1925. godine. Sljedeće je godine također doktorirao na Sveučilištu u Groningenu. Van de Kamp vratio se u McCormick 1. listopada 1925. godine i zauzeo upražnjeno mjesto od strane Harolda Aldena, koji je upravo preuzeo vodstvo Južne stanice opservatorija Sveučilišta Yale u Johannesburgu, Južna Afrika. U proljeće 1937. Van de Kamp je napustio zvjezdarnicu McCormick da bi preuzeo dužnost ravnatelja zvjezdarnice Sproul Koledža Swarthmore. Jedna od njegovih ranih učenica astrometrije bila je Nancy Grace Roman, koja je postala prva NASA-ina šefica astronomije.
Njegov se rad sastojao od pomaganja u programu paralaksa i nastavka rada na vlastitom gibanju zvijezda koji su on i Alden započeli. Van de Kamp i Aleksandar N. Vyssotsky proveli su osam godina mjereći 18 000 vlastitih gibanja. Pojedinačno je radio dodatne, manje projekte, uključujući istraživanje opće i selektivne apsorpcije svjetlosti unutar Mliječnog puta.

## Bernardova zvijezda
Dok je bio na zvjezdarnici Sproul, izvodio je astrometrijska mjerenja Barnardove zvijezde i šezdesetih godina izvještavao o periodičnom "kolebanju" u njezinu kretanju, što je protumačio kao posljedicu postojanja planeta oko zvijezde. Tek kad je prošlo nekoliko desetljeća, stvoren je konsenzus da je ovo bilo lažno otkriće. Godine 1973., astronomi George Gatewood sa zvjezdarnice Allegheny i Heinrich Eichhorn sa Sveučilišta Florida, koristeći podatke dobivene poboljšanom opremom na 30-inčnom teleskopu Thaw Refractor, nisu otkrili nijedan planet, već su otkrili promjenu skale slike ovisne o boji slika dobivenih 24-inčnim refraktorskim teleskopom na zvjezdarnici Sproul koji je u svojoj studiji koristio Van de Kamp. Astronom John L. Hershey otkrio je da se ta anomalija očito dogodila nakon svakog uklanjanja, čišćenja i zamjene leće objektiva. Još stotine zvijezda pokazalo je "kolebanje" poput Barnardove zvijezde kada su se uspoređivale fotografije prije i nakon čišćenja. Wulff Heintz, Van de Kampov nasljednik u Swarthmoreu i stručnjak za dvostruke zvijezde, preispitivao je svoja otkrića i počeo objavljivati kritike od 1976. nadalje; navodno su se njih dvoje otuđili zbog toga. Van de Kamp nikada nije priznao da je njegova tvrdnja pogrešna i nastavio je objavljivati radove o planetarnom sustavu oko Barnardove zvijezde u 1980-ima, dok moderne krivulje radijalne brzine postavljaju ograničenje na planete mnogo manje nego što je to tvrdio Van de Kamp. Nedavni dokazi sugeriraju da zaista postoji planet koji kruži oko Barnardove zvijezde, iako puno manje mase nego što je Van de Kamp mogao otkriti.
Od 1940-ih godina, Van de Kamp i njegovo osoblje iznosili su slične tvrdnje o planetarnim sustavima oko obližnjih zvijezda Lalande 21185, 61 Cygni i mnogih drugih, na temelju istih neispravnih fotografskih ploča. Sve su ove tvrdnje pobijene. Međutim, s nedavnim otkrićima brojnih planetarnih sustava, ideja da su planetarni sustavi česti - čiji je Van de Kamp tijekom svog života bio snažan promotor - postupno se pokazuje točnom.

## Glazbena karijera
Van de Kamp bio je talentirani glazbenik, svirao je klavir, violu i violinu, a glazbenu karijeru vodio je samo u mladosti jer je karijeru u glazbi smatrao težom za postići od astronomske karijere. Pomogao je organizirati orkestar u Charlottesvilleu, kojim je dirigirao, a uključivao je i kolegu astronoma Alexandera Vyssotskog. Također je skladao glazbu za orkestar kao i za klavir. Od 1944. do 1954. bio je dirigent Simfonijskog orkestra Swarthmore College. Svoje glazbene darove kombinirao je s drugim hobijem, filmovima, svirajući nijemi film u kampusu Swarthmore i prateći ih na klaviru. U Swarthmoreu Van de Kamp je nastupio s Peterom Schickeleom i snimio nekoliko filmova o Schickeleovom studentskom nastupu, dok je povodom svog 70. rođendana Schickele napisao klavirski komad pod nazivom The Easy Goin 'P. vd K. Ikad Lovin 'Rag. Van de Kamp rekao je da mu je najdraže glazbeno pamćenje sviranje komorne glazbe s Albertom Einsteinom, navečer prije njegovog prvog obraćanja na Swarthmore Collegeu 1938. godine.

## Kasniji život i smrt
Godine 1972. povukao se iz Swarthmorea i vratio se u Nizozemsku, gdje je postao Fulbrightov profesor na Sveučilištu u Amsterdamu. Umro je u predgrađu Amsterdama 18. svibnja 1995. u dobi od 93 godine.

## Nagrade i počasti
Godine 1965. Astronomsko društvo Rittenhouse odlikovalo ga je medaljom Rittenhouse. 1982. godine od strane Société Astronomique de France dobio je Nagradu Jules Janssen. Godine 2009. imenovana je po njemu nova zvjezdarnica na koledžu Swarthmore.

## Vanjske poveznice
- Peter van de Kamp – Biography